# Тукины
Туки´ны (от итал. tutti uno — tuic’un на тосканском наречии — «все, как один») — участники одного из крупнейших крестьянских восстаний средневековой Италии в XIV—XV веках. Им были охвачены области Верчелли, Канавезе, южная часть Аостской долины, Вале (Южная Швейцария) и ряд других. С переменным успехом движение проходило с 1382 по 1387 годы. Борьба носила стихийный характер.

## Начало и кульминация восстания
Традиционно население этих мест жило по патриархальным обычаям свободной общины. В XIV веке резко усилился феодальный нажим на крестьян, когда часть сеньоров стала возвращаться к старым барщинным порядкам и крепостному праву. Более всего этот процесс проявился в Канавезе, где распространились наиболее тяжёлые формы зависимости, сопровождаемые формарьяжем, менмортом и произвольной тальей. Постоянные распри между графами Савойи, маркизами Монферрато и местной знатью разоряли население, увеличивая налоговое бремя и приводя к открытым поборам через контрибуции и займы у горожан.
Локальные выступления начались задолго до 1380-х годов. В 1363 году жители долины Конь ополчились против местного епископа и изгнали его Кастеллана. С начала 1380-х годов движение постепенно охватило целые районы: Вале, Морьен, Тарантез. Однако требования восставших разнились. Крестьянство Вале выступило в союзе с горожанами против епископа Сьона и его союзника графа Савойского. В результате этого горожанам в 1384 году были дарованы некоторые вольности. Движение в Пьемонте было направлено не только против местных сеньоров, но также и против «ломбардцев», городских банкиров и ростовщиков. Значительная часть крестьянства Канавезе боролась против феодалов-гибеллинов под лозунгом «Да здравствует Савойя и народ, и пусть погибнет знать!».
Наибольшего размаха борьба достигла в Канавезе. С августа 1386 года она быстро охватила десятки деревень в окрестностях Турина. Восставшие разорили множество феодальных замков. Местное население хоть и не участвовало в восстании, помогало крестьянам продовольствием и укрывало их от преследователей. Наряду с мужчинами широкое участие в движении принимали женщины.
Повстанцы уничтожали хозяйственные постройки в феодальных поместьях, дотла выжигали господские поля, захватывали оружие и уводили рабочий скот, разрушали замки и сбрасывали захваченных сеньоров в пропасть. Феодалы оказались застигнутыми врасплох. Лишь через месяц собранное из вассалов Савойского графа и городского ополчения Турина войско расположилось у Монкальери — к югу от Турина — дабы предотвратить распространение восстания в этой области. Сначала войска стремились ограничить размах движения и лишь изредка помогали осаждённой местной знати.
Но обстановка накалялась. В конце 1386 года толпы крестьян с гор вторглись на равнины и разгромили множество поместий. В начале следующего года тукины осадили и взяли замок недалеко от Турина. Граф Амадей VII Савойский приказывает прятать ценности, прекратить торговлю и выставить повсюду охрану. Савойя полыхает в огне крестьянской войны.

## Завершение и итоги
Однако разрозненные крестьянские группы не смогли развить этот успех. Наиболее крупные их отряды были разбиты весной 1387 года рыцарями графов Савойи и Аккайа при поддержке городских ополчений Кьери и Савиньяно. Восстание рассыпалось на множество мелких очагов, легко подавляемых местными феодалами. Но ещё в 1390 и 1391 годах в Канавезе продолжается расследование, а в Иврее происходят публичные казни руководителей мятежа.
Начавшиеся летом 1387 года открытые военные действия между Савойей и Монферрато отчасти облегчили участь мятежных крестьян. Графский указ лета 1387 года по делу семи деревень, принадлежавших враждебной Савойскому дому семье, отменял наиболее тяжёлые формы крепостной зависимости от прежних господ, сокращал барщину и одновременно превращал крестьян в подданных графа Савойского, которому они теперь платили поголовный налог. Крестьяне получили право передавать земельное держание по наследству по своему усмотрению и вступать в брак без разрешения сеньора. Последним запрещалось произвольное обложение крестьян. Однако в 1391 прежние права сеньоров были восстановлены.